# Bedford Vehicles
Bedford Vehicles (oversat fra engelsk; Bedford køretøjer), normalt forkortet til kun Bedford, var et køretøjsmærke fremstillet af Vauxhall Motors, dengang et datterselskab af det multinationale selskab General Motors. Bedford Vehicles blev etableret i april 1931 til at bygge erhvervskøretøjer. Virksomheden var et førende internationalt lastbilmærke med et betydeligt eksportsalg af lette, mellemstore og tunge lastbiler over hele verden.
Bedfords kerneforretning for tunge lastbiler blev frasolgt af General Motors (GM) som AWD Trucks i 1987, mens Bedford-mærket fortsatte med at blive anvendt på lette erhvervskøretøjer og personbiler baseret på Vauxhall/Opel, Isuzu og Suzuki-design. Mærket blev pensioneret i 1991.
Varevognsfabrikken i Bedford, nu kaldet GM Manufacturing Luton, ejes og drives nu af Stellantis.

## Galleri
| - Bedford Six WLG 2.5-ton lastvogn 1932 - Bedford WLB bus 1932 - Bedford WLG lastvogn 1933 - 1933 Bedford to-ton Luton varevogn - 1959 Bedford SB med Duple karosseri - 1961 Bedford C med Duple karosseri - Rare Bedford JJL tidlig midibus |

| - Bedford VAL twin steer coach - Bedford 4WD karosseri cab med et karosseri monteret borerig af Ruston-Bucyrus - 1967 Bedford TJ J1 - 1974 Bedford KM bjærgningskøretøj - Bedford CA - 1970 Bedford HA varebil - 1978 Bedford HA varevogn i BEA livery ved Brooklands Museum, Weybridge - Bedford Blitz (Tysk markedsføringsnavn) / Bedford CF (UK designation) - Restaureret lastbil - Bedford coach (1950s) - Bedford brandbil, County Carlow, Irland |